# Gunter Sachs
Pour les articles homonymes, voir Sachs.
Fritz Gunter Sachs, né le 14 novembre 1932 à Mainberg près de Schweinfurt (Allemagne), et mort le 7 mai 2011 à Gstaad (Suisse), est un homme d'affaires multimillionnaire, photographe et sportif de haut niveau, de nationalité allemande et suisse, qui a atteint la célébrité mondiale par son mariage avec Brigitte Bardot en 1966. 
Dans les années 1960-1970, il était considéré comme un « playboy ».

## Biographie

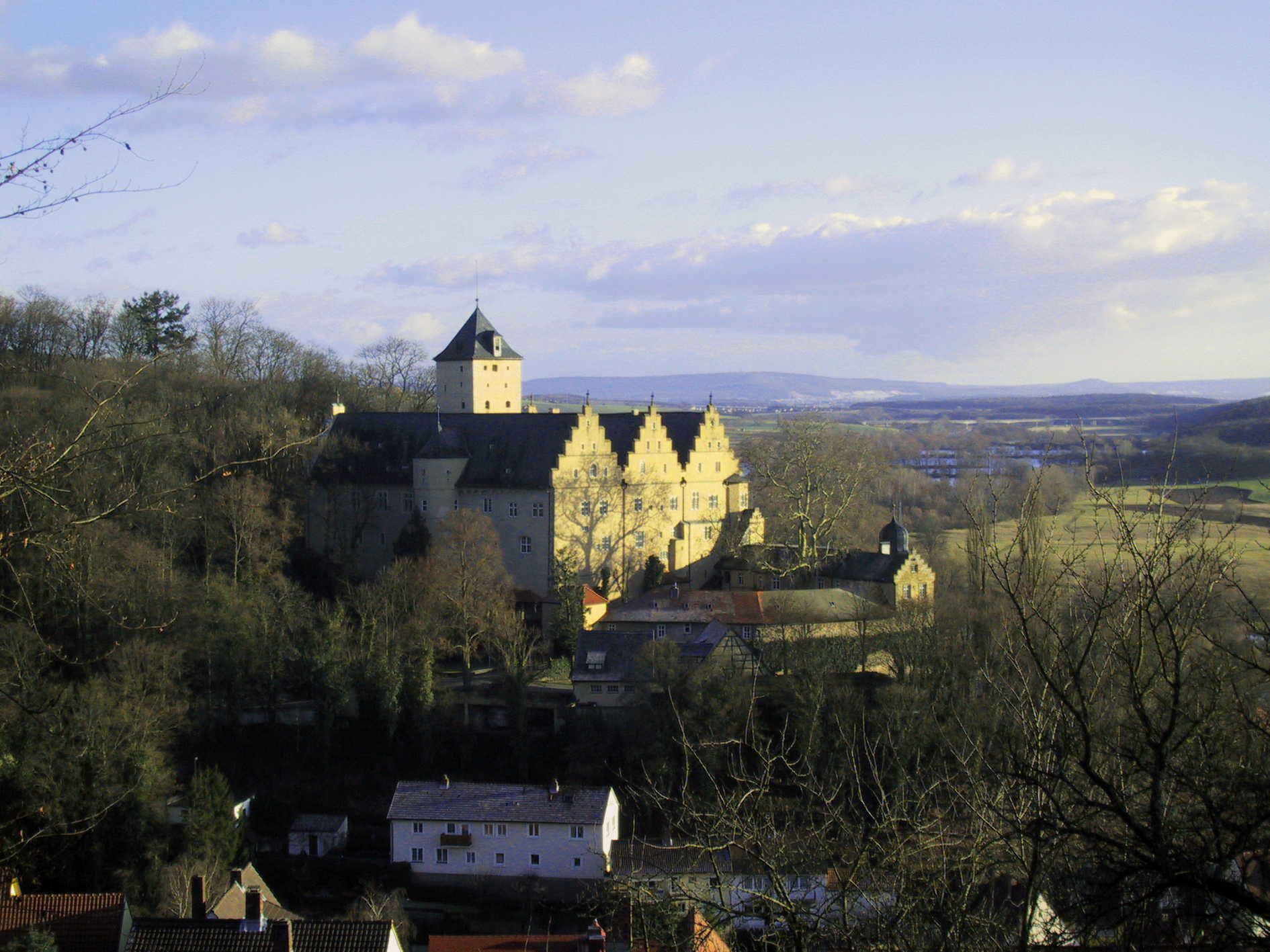
Le château Mainberg, son lieu de naissance.

Ses deux grands-pères sont des inventeurs et des industriels allemands dans le secteur automobile : son grand-père paternel est Ernst Sachs (de), l'un des deux fondateurs de Fichtel & Sachs, d'où lui vient sa fortune ; son grand-père maternel est Wilhelm von Opel, fils d'Adam Opel, fondateur d'Opel. Il passe la plus grande partie de son enfance en Suisse à Lausanne, où il poursuit ses études. 
Son père, Willy Sachs, proche des dignitaires nazis, dont Göring et Himmler, est arrêté par l'armée américaine à la fin de la guerre. Toutefois, considéré comme un suiveur et grâce à son influence dans l'économie allemande, il est relâché. Gunter Sachs publiera plusieurs livres sur le passé de son père.

### Carrière

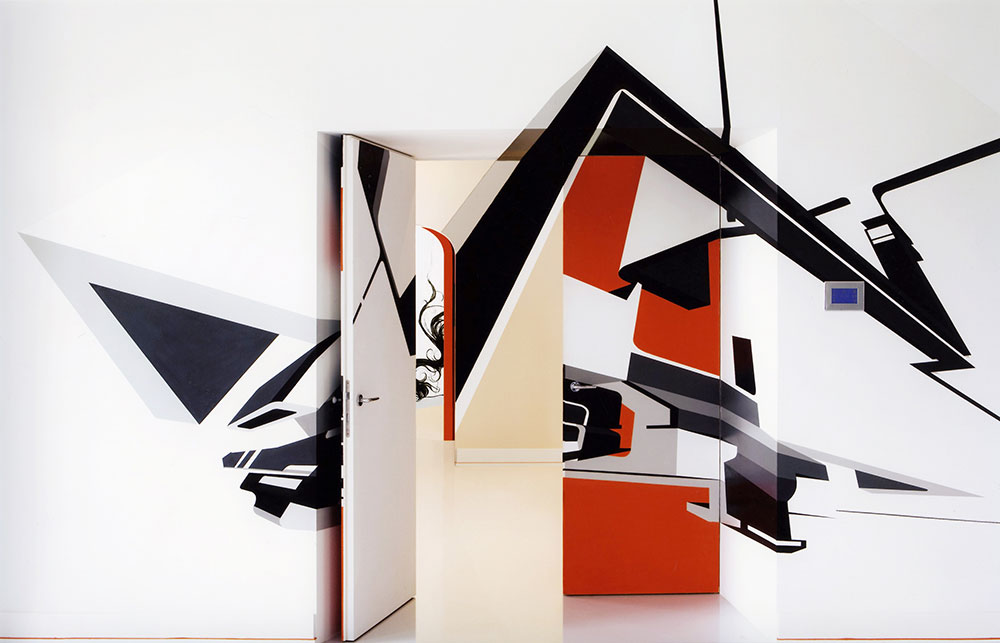
Point of view d'Ata Bozaci : propriété de Gunter Sachs dans l'hôtel du château Velden.

Jeune homme, Gunter Sachs était très sportif, pratiquant notamment le bobsleigh. Il gagna ensuite une reconnaissance internationale grâce à un film documentaire et des reportages photographiques. 
Sachs était un  collectionneur d'art moderne. Dans sa collection, il y a des artistes comme Yves Tanguy et ceux du Nouveau réalisme, mais aussi Yves Klein et René Magritte. Une autre partie concernait le pop art avec Robert Rauschenberg, Roy Lichtenstein et Andy Warhol.
En 1965, il lance avec son ex beau-frère Michel Faure, une marque de vêtement prêt-à-porter, Mic Mac, inaugurant une première boutique à Saint-Tropez ; le couturier Tan Giudicelli conçoit les modèles. La marque sera rachetée par Bernard Tapie en 1983. 
Passionné de photographie, de mathématique, d'économie et d'astrologie, Gunter Sachs publia un livre sur ce dernier sujet, Die Akte Astrologie (en français : Le Dossier astrologie), qui entendait donner une base scientifique à celle-ci, en établissant une corrélation statistique entre les signes du zodiaque et divers aspects de la vie humaine. 
Pendant plus de trente ans, Sachs fut président de différents clubs très fermés, dont le Dracula Club de Saint-Moritz. 
En 2011, ses actifs étaient estimés à 500 millions d'euros.

### Mort
Se sachant atteint de la maladie d'Alzheimer, Gunter Sachs se suicide à l'âge de 78 ans, par arme à feu,. Il laisse une lettre à ses proches pour expliquer son geste.

### Vie privée

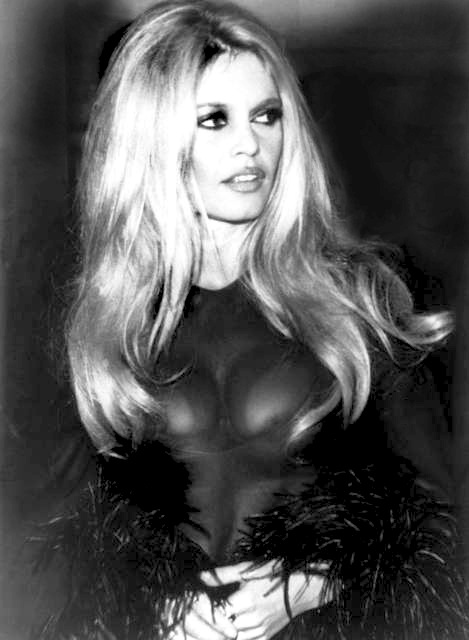
Brigitte Bardot en 1968.

Gunter Sachs s'unit pour la première fois en 1956 avec Anne-Marie Faure (née en 1929), qui meurt en 1958 des suites d'une erreur d’anesthésie.
Il fut en 1962 aussi amoureux de Soraya Esfandiary, seconde épouse du shah d'Iran.

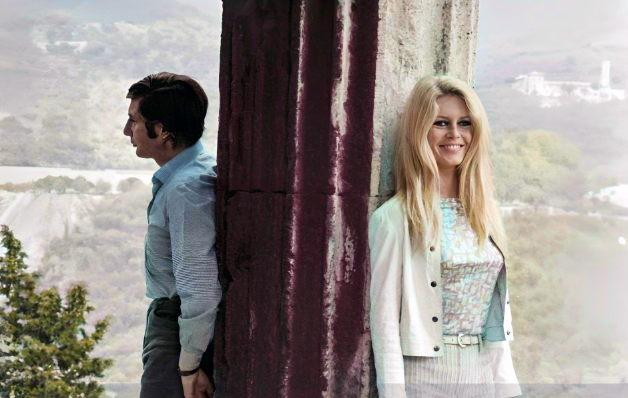
Brigitte Bardot en mars 1967, mariée avec Gunter Sachs, séjournant en Italie.

Le 14 juillet 1966, il épouse Brigitte Bardot à Las Vegas. Pour la séduire, il lui envoie plus de 10 000 roses par hélicoptère. 
Le 28 mai 1967, il inaugure avec elle, lors d'une nuit de noces fastueuse, l'hôtel Byblos à Saint-Tropez, avec pour invités Françoise Sagan, Jacques Chazot, Juliette Gréco, Bernard Buffet et son épouse Annabel, Michel Piccoli, Gilbert Trigano, Eddie Barclay, Eddy Mitchell, Michel Polnareff, et d'autres personnalités en vue de l'époque. Bardot et Sachs divorceront le 1er octobre 1969. La même année, Gunter Sachs épouse Mirja Larsson (née en 1943), un mannequin suédois.